# Lisimaquia (Etolia)

Mapa de algunas de las ciudades griegas de las regiones de Etolia y Acarnania en la Antigüedad. Lisimaquia se ubicaba en Etolia.

Lisimaquia (en griego, Λυσιμαχία) es el nombre de una antigua ciudad griega de Etolia.
Es citada en el marco de la Guerra romano-siria como una ciudad que tuvo que atravesar Antíoco III el Grande para reunirse con todo su ejército en la ciudad de Estrato.
En la época de Estrabón la ciudad ya no existía. El geógrafo la situaba a orillas del lago Lisimaquia, entre Pleurón y Arsínoe.
Se localiza en unas ruinas situadas a 2 km de una población que ha recuperado su antiguo nombre de Lisimaquia.